# Ak Bars Kazan
Ak Bars Kazan (ryska: Ак Барс Казань, tatariska: Ак Барс Казан) är en rysk ishockeyklubb från Kazan, Ryssland som sedan 2008 spelar i KHL. Klubben bildades 1956 som Masjstroj Kazan vilket senare ändrades till SK Uritskogo Kazan och Itil Kazan. Det nuvarande namnet antogs 1996 i samband med att den Ryska superligan i ishockey startade. Namnet Ak Bars kommer från Tatarstans officiella vapen och betyder Snöleopard. Klubbens hemmaarena är Tatneft-Arena med 8 774 läktarplatser. Lagfärgerna är grön-röd-vit. Några av klubbens stjärnspelare är Ilja Nikulin och Tim Stapleton.

## Historik
Ifrån att klubben bildades 1956 höll den till i de lägre divisionerna fram till och med avancemanget till Sovjetiska Ligan Klass A 1989.
Ifrån 1989 började framgångarna för klubben, och 1998 vann laget sitt första ryska mästerskap. Det slutade sedan med finalförluster 2000 och 2002. Säsongen 2004/2005 kontrakterade klubben elva lock-out spelare från NHL, men laget lyckades ändå inte ta sig längre än till semifinal. Klubben vann istället det ryska mästerskapet det påföljande året (2006). 2007 blev det finalförlust i det ryska mästerskapet igen, men klubben blev däremot europeiska klubbmästare.
Klubben var med från starten av KHL, och vann Gagarin Cup de två första säsongerna (2008/2009 och 2009/2010) av ligan.

## Alumni
Tidigare har bland annat Aleksej Morozov, Danis Zaripov, Sergej Zinovjev, Jukka Hentunen, Tony Mårtensson, Michael Nylander och Fredrik Norrena spelat i klubben. Under NHL lockouten 2004/2005 spelade Ilya Kovalchuk, Ruslan Salej, Brad Richards, Vincent Lecavalier och Dany Heatley för klubben.

## Mästerskapstitlar
Ryska mästare: (2): 1998, 2006

 Gagarin Cup: (3): 2009, 2010, 2018

 Europeiska klubbmästare:  (1): 2007

 Continental Cup: (1): 2008